# 김동희 (가수)
김동희(1984년 3월 6일 ~ )는 대한민국의 가수이다. 동아방송예술대학교 영상음악계열을 졸업했으며 현재 소속사는 스타코아 엔터테인먼트다. 한 때 음악 그룹 소울사이어티(Soulciety)의 메인보컬을 담당하였다.

## 학력
- 동아방송예술대학교 영상음악계열

## 대표작
- 〈이런다고〉
- 〈그대를 그대를〉 : 이상 《This Is Donghee》.
- 〈사랑을 몰랐죠〉 : 《뉴 하트 OST》
- 〈썸데이〉 : 《싱글파파는 열애 중 OST》
- 〈그대 가까이〉 : 《이제서야》
- 〈사랑은 하지마〉 : 《Halfway》
- 〈여자여서〉 : 《My Reality》
- 〈Stay In Love〉 : 《My Reality》
- 〈작은 거짓말〉 : 《파스타 OST Part.2》
- 〈죽을 것 같아〉 : 《Episode》

### 음반
- 《디스 이즈 동희》(This Is DongHee) : 싱글 음반, 2007년 11월 14일.
- 《뉴 하트 OST》 : 참여 음반, 2008년 1월 8일.
- 《싱글파파는 열애 중 OST》 : 참여 음반, 2008년 2월 25일.
- 《Finally now》 : 싱글 음반, 2008년 5월 7일.
- 《하프웨이》(Halfway) : 정규 음반, 2008년 9월 17일.
- 《러브 인 윈터》 (Love in Winter) : 싱글 음반, 2008년 12월 3일.
- 《로뎀나무 Vol.2-1》 : 참여 음반, 2009년 1월 6일.
- 《미워도 다시 한 번 OST》 : 참여 음반.
- 《수집》 (收集) : 리메이크 음반, 이상 2009년 2월 12일.
- 《로뎀나무 Vol.2》 : 참여 음반, 2009년 3월 26일.
- 《마이 리얼리티》 (My Reality) : 정규 음반, 2009년 5월 21일.
- 《파스타 OST Part.2》 : 참여 음반, 2010년 1월 18일.
- 《Episode》 : 싱글 음반, 2010년 1월 21일.